# Sauber C31
O C31 foi o modelo do carro de corrida da equipe Sauber para a temporada 2012 de Fórmula 1. O carro foi apresentado no dia 2 de fevereiro de 2012, em Jerez, antes dos treinos da pré-temporada.

## Design
Acompanhando a tendência, devido às limitações do regulamento, o modelo apresenta um degrau no bico, logo acima da suspensão dianteira. A suspensão foi modificada em relação ao modelo antecessor e o difusor é mais largo, facilitando a saída dos gases pela parte traseira.

## Desempenho
Durante os treinos da pré-temporada, em Jerez, o piloto japonês Kamui Kobayashi chegou a afirmar que o modelo é mais rápido que o seu antecessor.
No Grande Prêmio da Malásia, segunda etapa do campeonato, Perez chegou em segundo após se beneficiar pela troca de pneus para chuva antecipada. Com um bom rendimento, chegou a brigar pelo primeiro lugar com Fernando Alonso, vencedor da prova.
Nas duas etapas seguintes (China e Bahrain) o modelo não demonstrou um bom rendimento, marcando apenas um ponto com o décimo lugar de Kobayashi na China. Após o Grande Prêmio do Bahrain, no entanto, o modelo recebeu um novo pacote aerodinâmico com modificações na asa dianteira, carenagem, saída de escape e um novo difusor. A resposta veio com o quinto lugar de Kobayashi, no Grande Prêmio da Espanha.
No Grande Prêmio da Bélgica, Kamui surpreendeu ao conseguir se classificar em segundo lugar no grid. Durante a  corrida, no entanto, o piloto  japonês não conseguiu fazer uma boa largada, perdendo muitas posições e sendo prejudicado também pelo acidente na primeira curva, onde foi atingido pelo carro desgovernado de Grosjean, sendo obrigado a parar nos boxes para trocar o bico do carro.

## Resultados
| Ano  | Motor              | Pneus | Pilotos         | 1   | 2   | 3   | 4   | 5   | 6   | 7   | 8   | 9   | 10  | 11  | 12  | 13  | 14  | 15  | 16  | 17  | 18  | 19  | 20  | Pontos | Cassificação |
| ---- | ------------------ | ----- | --------------- | --- | --- | --- | --- | --- | --- | --- | --- | --- | --- | --- | --- | --- | --- | --- | --- | --- | --- | --- | --- | ------ | ------------ |
| 2012 | Ferrari 056 2.4 V8 | P     |                 | AUS | MAL | CHN | BHR | ESP | MON | CAN | EUR | GBR | ALE | HUN | BEL | ITA | CIN | JAP | COR | IND | ABU | EUA | BRA | 126    | 6º           |
| 2012 | Ferrari 056 2.4 V8 | P     | Kamui Kobayashi | 6   | Ret | 10  | 13  | 5   | Ret | 9   | Ret | 11  | 4   | 18† | 13  | 9   | 13  | 3   | Ret | 14  | 6   | 14  | 9   | 126    | 6º           |
| 2012 | Ferrari 056 2.4 V8 | P     | Sergio Pérez    | 8   | 2   | 11  | 11  | Ret | 11  | 3   | 9   | Ret | 6   | 14  | Ret | 2   | 10  | Ret | 11  | Ret | 15  | 11  | Ret | 126    | 6º           |

† Piloto não terminou a corrida, mas se classificou por ter completado mais de 90% da prova.